# بشقابی الوندی
بشقابی الوندی، بشقابی پونه‌سابرگی (نام علمی: Scutellaria nepetifolia) نام یک گونه از سرده بشقابی است.